# Шмилау
Шмилау (њем. Schmilau) општина је у њемачкој савезној држави Шлезвиг-Холштајн. Једно је од 131 општинског средишта округа Херцогтум Лауенбург. Према процјени из 2010. у општини је живјело 610 становника. Посједује регионалну шифру (AGS) 1053110.

## Географски и демографски подаци
Шмилау се налази у савезној држави Шлезвиг-Холштајн у округу Херцогтум Лауенбург. Општина се налази на надморској висини од 29 метара. Површина општине износи 11,6 km². У самом мјесту је, према процјени из 2010. године, живјело 610 становника. Просјечна густина становништва износи 53 становника/km².